# Tournoi de double mixte de curling aux Jeux olympiques d'hiver de 2022
Cet article traite de l'épreuve de double mixte. Pour les autres compétitions, voir Tournoi masculin et Tournoi féminin de curling aux Jeux olympiques d'hiver de 2022.
Navigation
Pyeongchang 2018 Milan-Cortina 2026
Le tournoi de double mixte de curling aux Jeux olympiques d'hiver de 2022 se tient à Pékin, en Chine, du 2 au 8 février 2022 dans le Centre national de natation de Pékin transformé pour l'occasion. Il s'agit de la deuxième édition de ce tournoi apparu lors des Jeux olympiques d'hiver de 2018 à Pyeongchang en Corée du Sud.
Les fédérations affiliées à la WCF participent par le biais de leur équipe de double mixte aux épreuves de qualification. Neuf équipes rejoignent ainsi la Chine, nation hôte de la compétition, pour s'affronter lors du tournoi final.

## Préparation de l'événement

### Désignation du pays hôte
Le 31 juillet 2015 à Kuala Lumpur, les huitante-cinq membres votants du CIO ont désigné Pékin comme ville hôte des Jeux olympiques de 2022 au terme d'un unique tour de scrutin. Lors de celui-ci, la capitale chinoise l'emporte face à Almaty par quarante-quatre voix contre quarante et une abstention.

### Lieux des compétitions
L'intégralité du tournoi de double mixte, ainsi que les tournois masculin et féminin, se déroule au Centre national de natation de Pékin. Construite à l'occasion de l'organisation des Jeux olympiques d'été de 2008, le centre national de natation a été transformé spécialement pour les Jeux olympiques d'hiver de 2022.

### Calendrier
| Calendrier de l'épreuve | Calendrier de l'épreuve | Calendrier de l'épreuve | Calendrier de l'épreuve | Calendrier de l'épreuve | Calendrier de l'épreuve | Calendrier de l'épreuve | Calendrier de l'épreuve | Calendrier de l'épreuve | Calendrier de l'épreuve | Calendrier de l'épreuve | Calendrier de l'épreuve | Calendrier de l'épreuve | Calendrier de l'épreuve | Calendrier de l'épreuve | Calendrier de l'épreuve | Calendrier de l'épreuve | Calendrier de l'épreuve | Calendrier de l'épreuve | Calendrier de l'épreuve |
| Février 2022            | 2                       | 3                       | 4                       | 5                       | 6                       | 7                       | 8                       | 9                       | 10                      | 11                      | 12                      | 13                      | 14                      | 15                      | 16                      | 17                      | 18                      | 19                      | 20                      |
| ----------------------- | ----------------------- | ----------------------- | ----------------------- | ----------------------- | ----------------------- | ----------------------- | ----------------------- | ----------------------- | ----------------------- | ----------------------- | ----------------------- | ----------------------- | ----------------------- | ----------------------- | ----------------------- | ----------------------- | ----------------------- | ----------------------- | ----------------------- |
| Double mixte            | C                       | C                       | C                       | C                       | C                       | C                       | ●                       |                         |                         |                         |                         |                         |                         |                         |                         |                         |                         |                         |                         |

|   | Jour de l'épreuve |
| ● | Finale            |

## Acteurs du tournoi

### Équipes qualifiées
10 équipes se qualifient pour l'épreuve et chaque Comité national olympique peut engager une seule équipe dans la compétition.
Les épreuves qualificatives du tournoi de double mixte de curling des Jeux olympiques se déroulent du 16 avril 2016 au 29 avril 2017. En tant que pays hôte, la Corée du Sud est qualifiée d'office, tandis que les autres équipes passent par un mode de qualification mondiale.
La Chine est directement qualifiée. Les sept places suivantes sont attribuées aux nations ayant obtenu le plus de points lors des Championnats du monde de curling double mixte 2021. Les deux places restantes sont attribuées lors de l'évènement de qualification de 2021.
| Qualification                                        | Quota | Pays               |
| ---------------------------------------------------- | ----- | ------------------ |
| Pays hôte                                            | 1     | Chine              |
| Championnat du monde de curling double mixte de 2021 | 7     |                    |
| Championnat du monde de curling double mixte de 2021 | 7     | Grande-Bretagne    |
| Championnat du monde de curling double mixte de 2021 | 7     | Norvège            |
| Championnat du monde de curling double mixte de 2021 | 7     | Suède              |
| Championnat du monde de curling double mixte de 2021 | 7     | Canada             |
| Championnat du monde de curling double mixte de 2021 | 7     | Italie             |
| Championnat du monde de curling double mixte de 2021 | 7     | Suisse             |
| Championnat du monde de curling double mixte de 2021 | 7     | République tchèque |
| Événement de qualification de 2021                   | 2     | Australie          |
| Événement de qualification de 2021                   | 2     | États-Unis         |

### Joueurs et joueuses
Le tournoi de double mixte est un tournoi international sans aucune restriction d'âge. Chaque nation doit présenter une équipe composée d'un joueur et d'une joueuse.
| Australie                                                                       | Canada                                                                         | Chine                                                                      | États-Unis                                                            | Grande-Bretagne                                                       |
| ------------------------------------------------------------------------------- | ------------------------------------------------------------------------------ | -------------------------------------------------------------------------- | --------------------------------------------------------------------- | --------------------------------------------------------------------- |
| Femme : Tahli Gill Homme : Dean Hewitt Entraîneur : Pete Manasantivongs         | Femme : Rachel Homan Homme : John Morris Entraîneur : Scott Pfeifer            | Femme : Fan Suyuan Homme : Ling Zhi Entraîneur : Tomi Rantamäki            | Femme : Vicky Persinger Homme : Chris Plys Entraîneur : Sean Beighton | Femme : Jennifer Dodds Homme : Bruce Mouat Entraîneur : Greg Drummond |
| Italie                                                                          | Norvège                                                                        | Suède                                                                      | Suisse                                                                | Tchéquie                                                              |
| Femme : Stefania Constantini Homme : Amos Mosaner Entraîneur : Violetta Caldart | Femme : Kristin Skaslien Homme : Magnus Nedregotten Entraîneur : Thomas Løvold | Femme : Almida de Val Homme : Oskar Eriksson Entraîneur : Sebastian Kraupp | Femme : Jenny Perret Homme : Martin Rios Entraîneur : Peter Hartmann  | Femme : Zuzana Paulová Homme : Tomáš Paul Entraîneur : Jakub Bareš    |

## Compétition

### Format de la compétition
Au cours du premier tour, les dix équipes qualifiées sont réunies dans un groupe unique dans lequel chacune d'entre elles joue contre chacune des autres équipes. Le classement est établi en fonction du décompte victoires/défaites et voit les quatre meilleures équipes rejoindre les demi-finales.

### Premier tour
| Rang | Pays            | V | D | Pp | Pc | Manches gagnées | Manches perdues | Manches blanches | Manches volées | Tirs % |
| ---- | --------------- | - | - | -- | -- | --------------- | --------------- | ---------------- | -------------- | ------ |
| 1    | Italie          | 9 | 0 | 79 | 48 | 43              | 28              | 0                | 14             | 79,4 % |
| 2    | Norvège         | 6 | 3 | 68 | 50 | 40              | 28              | 0                | 14             | 82,3 % |
| 3    | Grande-Bretagne | 6 | 3 | 60 | 50 | 35              | 33              | 0                | 11             | 78,9 % |
| 4    | Suède           | 5 | 4 | 55 | 54 | 35              | 33              | 0                | 10             | 76,0 % |
| 5    | Canada          | 5 | 4 | 57 | 54 | 33              | 39              | 0                | 8              | 77,9 % |
| 6    | Tchéquie        | 4 | 5 | 50 | 65 | 29              | 39              | 1                | 7              | 74,5 % |
| 7    | Suisse          | 3 | 6 | 55 | 58 | 32              | 39              | 0                | 6              | 72,7 % |
| 8    | États-Unis      | 3 | 6 | 50 | 67 | 34              | 36              | 1                | 4              | 74,4 % |
| 9    | Chine           | 2 | 7 | 51 | 63 | 34              | 36              | 1                | 8              | 73,8 % |
| 10   | Australie       | 2 | 7 | 52 | 67 | 31              | 37              | 1                | 8              | 72,1 % |

 Qualifié pour la phase finale  -   Match de barrage    
| Équipes         | 1 | 2 | 3 | 4 | 5 | 6 | 7 | 8 | Total |
| --------------- | - | - | - | - | - | - | - | - | ----- |
| Suède           | 0 | 2 | 0 | 1 | 2 | 0 | 0 | 0 | 5     |
| Grande-Bretagne | 1 | 0 | 3 | 0 | 0 | 1 | 3 | 1 | 9     |

| Équipes    | 1 | 2 | 3 | 4 | 5 | 6 | 7 | 8 | Total |
| ---------- | - | - | - | - | - | - | - | - | ----- |
| Australie  | 1 | 0 | 1 | 0 | 0 | 3 | 0 | 0 | 5     |
| États-Unis | 0 | 1 | 0 | 1 | 1 | 0 | 2 | 1 | 6     |

| Équipes  | 1 | 2 | 3 | 4 | 5 | 6 | 7 | 8 | 9 | Total |
| -------- | - | - | - | - | - | - | - | - | - | ----- |
| Norvège  | 1 | 1 | 0 | 1 | 0 | 2 | 1 | 0 | 0 | 6     |
| Tchéquie | 0 | 0 | 2 | 0 | 1 | 0 | 0 | 3 | 1 | 7     |

| Équipes | 1 | 2 | 3 | 4 | 5 | 6 | 7 | 8 | 9 | Total |
| ------- | - | - | - | - | - | - | - | - | - | ----- |
| Chine   | 1 | 1 | 1 | 0 | 1 | 0 | 2 | 0 | 1 | 7     |
| Suisse  | 0 | 0 | 0 | 2 | 0 | 3 | 0 | 1 | 0 | 6     |

| Équipes   | 1 | 2 | 3 | 4 | 5 | 6 | 7 | 8 | Total |
| --------- | - | - | - | - | - | - | - | - | ----- |
| Australie | 0 | 1 | 0 | 0 | 0 | 3 | 0 | 1 | 5     |
| Chine     | 1 | 0 | 2 | 0 | 1 | 0 | 2 | 0 | 6     |

| Équipes  | 1 | 2 | 3 | 4 | 5 | 6 | 7 | 8 | Total |
| -------- | - | - | - | - | - | - | - | - | ----- |
| Suède    | 1 | 0 | 0 | 1 | 1 | 0 | 2 | 2 | 7     |
| Tchéquie | 0 | 1 | 1 | 0 | 0 | 2 | 0 | 0 | 4     |

| Équipes    | 1 | 2 | 3 | 4 | 5 | 6 | 7 | 8 | Total |
| ---------- | - | - | - | - | - | - | - | - | ----- |
| États-Unis | 1 | 0 | 0 | 1 | 1 | 1 | 0 | 0 | 4     |
| Italie     | 0 | 4 | 1 | 0 | 0 | 0 | 1 | 2 | 8     |

| Équipes         | 1 | 2 | 3 | 4 | 5 | 6 | 7 | 8 | Total |
| --------------- | - | - | - | - | - | - | - | - | ----- |
| Grande-Bretagne | 0 | 1 | 1 | 0 | 1 | 0 | 2 | 1 | 6     |
| Canada          | 1 | 0 | 0 | 1 | 0 | 2 | 0 | 0 | 4     |

| Équipes | 1 | 2 | 3 | 4 | 5 | 6 | 7 | 8 | 9 | Total |
| ------- | - | - | - | - | - | - | - | - | - | ----- |
| Italie  | 0 | 3 | 0 | 1 | 1 | 0 | 2 | 0 | 1 | 8     |
| Suisse  | 1 | 0 | 2 | 0 | 0 | 2 | 0 | 1 | 0 | 7     |

| Équipes    | 1 | 2 | 3 | 4 | 5 | 6 | 7 | 8 | Total |
| ---------- | - | - | - | - | - | - | - | - | ----- |
| États-Unis | 1 | 0 | 2 | 0 | 3 | 0 | 0 | 0 | 6     |
| Norvège    | 0 | 1 | 0 | 2 | 0 | 3 | 3 | 2 | 11    |

| Équipes | 1 | 2 | 3 | 4 | 5 | 6 | 7 | 8 | Total |
| ------- | - | - | - | - | - | - | - | - | ----- |
| Norvège | 2 | 0 | 1 | 0 | 2 | 0 | 1 | 0 | 6     |
| Canada  | 0 | 4 | 0 | 1 | 0 | 1 | 0 | 1 | 7     |

| Équipes         | 1 | 2 | 3 | 4 | 5 | 6 | 7 | 8 | Total |
| --------------- | - | - | - | - | - | - | - | - | ----- |
| Suisse          | 0 | 3 | 0 | 3 | 0 | 1 | 0 | 1 | 8     |
| Grande-Bretagne | 1 | 0 | 2 | 0 | 1 | 0 | 3 | 0 | 7     |

| Équipes | 1 | 2 | 3 | 4 | 5 | 6 | 7 | 8 | Total |
| ------- | - | - | - | - | - | - | - | - | ----- |
| Chine   | 0 | 2 | 0 | 1 | 1 | 0 | 2 | 0 | 6     |
| Suède   | 1 | 0 | 2 | 0 | 0 | 1 | 0 | 3 | 7     |

| Équipes   | 1 | 2 | 3 | 4 | 5 | 6 | 7 | 8 | Total |
| --------- | - | - | - | - | - | - | - | - | ----- |
| Tchéquie  | 1 | 3 | 1 | 0 | 1 | 0 | 2 | X | 8     |
| Australie | 0 | 0 | 0 | 1 | 0 | 1 | 0 | X | 2     |

| Équipes   | 1 | 2 | 3 | 4 | 5 | 6 | 7 | 8 | Total |
| --------- | - | - | - | - | - | - | - | - | ----- |
| Suède     | 1 | 0 | 1 | 1 | 1 | 0 | 3 | 0 | 7     |
| Australie | 0 | 1 | 0 | 0 | 0 | 3 | 0 | 2 | 6     |

| Équipes | 1 | 2 | 3 | 4 | 5 | 6 | 7 | 8 | Total |
| ------- | - | - | - | - | - | - | - | - | ----- |
| Canada  | 3 | 0 | 1 | 0 | 2 | 0 | 1 | 0 | 7     |
| Suisse  | 0 | 1 | 0 | 1 | 0 | 2 | 0 | 1 | 5     |

| Équipes | 1 | 2 | 3 | 4 | 5 | 6 | 7 | 8 | Total |
| ------- | - | - | - | - | - | - | - | - | ----- |
| Italie  | 3 | 0 | 2 | 0 | 2 | 2 | 0 | 2 | 11    |
| Norvège | 0 | 5 | 0 | 1 | 0 | 0 | 2 | 0 | 8     |

| Équipes  | 1 | 2 | 3 | 4 | 5 | 6 | 7 | 8 | Total |
| -------- | - | - | - | - | - | - | - | - | ----- |
| Tchéquie | 0 | 0 | 1 | 0 | 0 | 1 | X | X | 2     |
| Italie   | 4 | 1 | 0 | 4 | 1 | 0 | X | X | 10    |

| Équipes | 1 | 2 | 3 | 4 | 5 | 6 | 7 | 8 | Total |
| ------- | - | - | - | - | - | - | - | - | ----- |
| Chine   | 1 | 0 | 0 | 2 | 0 | 1 | 0 | 2 | 6     |
| Canada  | 0 | 2 | 2 | 0 | 2 | 0 | 2 | 0 | 8     |

| Équipes         | 1 | 2 | 3 | 4 | 5 | 6 | 7 | 8 | 9 | Total |
| --------------- | - | - | - | - | - | - | - | - | - | ----- |
| Grande-Bretagne | 2 | 1 | 0 | 3 | 0 | 0 | 2 | 0 | 1 | 9     |
| Australie       | 0 | 0 | 1 | 0 | 3 | 2 | 0 | 2 | 0 | 8     |

| Équipes    | 1 | 2 | 3 | 4 | 5 | 6 | 7 | 8 | 9 | Total |
| ---------- | - | - | - | - | - | - | - | - | - | ----- |
| Suède      | 1 | 0 | 1 | 0 | 0 | 3 | 0 | 2 | 0 | 7     |
| États-Unis | 0 | 1 | 0 | 1 | 2 | 0 | 3 | 0 | 1 | 8     |

| Équipes   | 1 | 2 | 3 | 4 | 5 | 6 | 7 | 8 | Total |
| --------- | - | - | - | - | - | - | - | - | ----- |
| Australie | 0 | 0 | 1 | 0 | 3 | 0 | X | X | 4     |
| Norvège   | 4 | 2 | 0 | 1 | 0 | 3 | X | X | 10    |

| Équipes | 1 | 2 | 3 | 4 | 5 | 6 | 7 | 8 | Total |
| ------- | - | - | - | - | - | - | - | - | ----- |
| Suisse  | 0 | 1 | 0 | 0 | 0 | 0 | X | X | 1     |
| Suède   | 2 | 0 | 1 | 1 | 1 | 1 | X | X | 6     |

| Équipes    | 1 | 2 | 3 | 4 | 5 | 6 | 7 | 8 | Total |
| ---------- | - | - | - | - | - | - | - | - | ----- |
| Chine      | 0 | 1 | 0 | 2 | 0 | 2 | 0 | X | 5     |
| États-Unis | 2 | 0 | 1 | 0 | 3 | 0 | 1 | X | 7     |

| Équipes         | 1 | 2 | 3 | 4 | 5 | 6 | 7 | 8 | Total |
| --------------- | - | - | - | - | - | - | - | - | ----- |
| Tchéquie        | 1 | 0 | 0 | 1 | 0 | 1 | 0 | X | 3     |
| Grande-Bretagne | 0 | 2 | 3 | 0 | 1 | 0 | 2 | X | 8     |

| Équipes | 1 | 2 | 3 | 4 | 5 | 6 | 7 | 8 | Total |
| ------- | - | - | - | - | - | - | - | - | ----- |
| Suède   | 1 | 1 | 0 | 3 | 0 | 1 | X | X | 6     |
| Canada  | 0 | 0 | 1 | 0 | 1 | 0 | X | X | 2     |

| Équipes   | 1 | 2 | 3 | 4 | 5 | 6 | 7 | 8 | Total |
| --------- | - | - | - | - | - | - | - | - | ----- |
| Australie | 1 | 0 | 0 | 1 | 0 | 1 | 0 | X | 3     |
| Italie    | 0 | 2 | 1 | 0 | 1 | 0 | 3 | X | 7     |

| Équipes         | 1 | 2 | 3 | 4 | 5 | 6 | 7 | 8 | Total |
| --------------- | - | - | - | - | - | - | - | - | ----- |
| Grande-Bretagne | 0 | 1 | 1 | 0 | 0 | 2 | 0 | 1 | 5     |
| Italie          | 1 | 0 | 0 | 2 | 1 | 0 | 3 | 0 | 7     |

| Équipes | 1 | 2 | 3 | 4 | 5 | 6 | 7 | 8 | Total |
| ------- | - | - | - | - | - | - | - | - | ----- |
| Norvège | 0 | 2 | 1 | 1 | 0 | 5 | 0 | X | 9     |
| Chine   | 1 | 0 | 0 | 0 | 2 | 0 | 3 | X | 6     |

| Équipes  | 1 | 2 | 3 | 4 | 5 | 6 | 7 | 8 | Total |
| -------- | - | - | - | - | - | - | - | - | ----- |
| Tchéquie | 0 | 0 | 0 | 0 | 0 | 3 | 0 | X | 3     |
| Suisse   | 3 | 1 | 3 | 2 | 1 | 0 | 1 | X | 11    |

| Équipes    | 1 | 2 | 3 | 4 | 5 | 6 | 7 | 8 | Total |
| ---------- | - | - | - | - | - | - | - | - | ----- |
| États-Unis | 1 | 0 | 1 | 0 | 0 | 0 | 0 | X | 2     |
| Canada     | 0 | 1 | 0 | 1 | 1 | 1 | 3 | X | 7     |

| Équipes    | 1 | 2 | 3 | 4 | 5 | 6 | 7 | 8 | Total |
| ---------- | - | - | - | - | - | - | - | - | ----- |
| États-Unis | 1 | 0 | 3 | 0 | 3 | 0 | 1 | 0 | 8     |
| Tchéquie   | 0 | 3 | 0 | 4 | 0 | 0 | 0 | 3 | 10    |

| Équipes         | 1 | 2 | 3 | 4 | 5 | 6 | 7 | 8 | Total |
| --------------- | - | - | - | - | - | - | - | - | ----- |
| Grande-Bretagne | 1 | 0 | 0 | 0 | 3 | 1 | 0 | 1 | 6     |
| Chine           | 0 | 2 | 1 | 1 | 0 | 0 | 1 | 0 | 5     |

| Équipes | 1 | 2 | 3 | 4 | 5 | 6 | 7 | 8 | Total |
| ------- | - | - | - | - | - | - | - | - | ----- |
| Norvège | 2 | 0 | 1 | 0 | 1 | 1 | 1 | X | 6     |
| Suède   | 0 | 1 | 0 | 1 | 0 | 0 | 0 | X | 2     |

| Équipes   | 1 | 2 | 3 | 4 | 5 | 6 | 7 | 8 | Total |
| --------- | - | - | - | - | - | - | - | - | ----- |
| Australie | 2 | 1 | 0 | 0 | 0 | 3 | 2 | 1 | 9     |
| Suisse    | 0 | 0 | 1 | 3 | 2 | 0 | 0 | 0 | 6     |

| Équipes | 1 | 2 | 3 | 4 | 5 | 6 | 7 | 8 | Total |
| ------- | - | - | - | - | - | - | - | - | ----- |
| Italie  | 3 | 1 | 0 | 1 | 0 | 1 | 1 | 1 | 8     |
| Chine   | 0 | 0 | 1 | 0 | 3 | 0 | 0 | 0 | 4     |

| Équipes  | 1 | 2 | 3 | 4 | 5 | 6 | 7 | 8 | 9 | Total |
| -------- | - | - | - | - | - | - | - | - | - | ----- |
| Canada   | 0 | 1 | 0 | 1 | 1 | 0 | 0 | 2 | 2 | 7     |
| Tchéquie | 1 | 0 | 1 | 0 | 0 | 2 | 1 | 0 | 0 | 5     |

| Équipes   | 1 | 2 | 3 | 4 | 5 | 6 | 7 | 8 | 9 | Total |
| --------- | - | - | - | - | - | - | - | - | - | ----- |
| Canada    | 0 | 0 | 0 | 0 | 3 | 0 | 4 | 1 | 0 | 8     |
| Australie | 3 | 2 | 1 | 1 | 0 | 1 | 0 | 0 | 2 | 10    |

| Équipes | 1 | 2 | 3 | 4 | 5 | 6 | 7 | 8 | Total |
| ------- | - | - | - | - | - | - | - | - | ----- |
| Italie  | 0 | 1 | 1 | 1 | 0 | 5 | 0 | 4 | 12    |
| Suède   | 2 | 0 | 0 | 0 | 3 | 0 | 3 | 0 | 8     |

| Équipes    | 1 | 2 | 3 | 4 | 5 | 6 | 7 | 8 | Total |
| ---------- | - | - | - | - | - | - | - | - | ----- |
| Suisse     | 3 | 0 | 0 | 1 | 0 | 1 | 0 | 1 | 6     |
| États-Unis | 0 | 1 | 1 | 0 | 1 | 0 | 2 | 0 | 5     |

| Équipes         | 1 | 2 | 3 | 4 | 5 | 6 | 7 | 8 | Total |
| --------------- | - | - | - | - | - | - | - | - | ----- |
| Norvège         | 1 | 1 | 0 | 1 | 1 | 0 | 2 | X | 6     |
| Grande-Bretagne | 0 | 0 | 1 | 0 | 0 | 1 | 0 | X | 2     |

#### 13esession, lundi 7 février 2022, à 09h05[FS 13]
| Équipes | 1 | 2 | 3 | 4 | 5 | 6 | 7 | 8 | Total |
| ------- | - | - | - | - | - | - | - | - | ----- |
| Suisse  | 0 | 0 | 1 | 0 | 2 | 0 | 2 | 0 | 5     |
| Norvège | 1 | 1 | 0 | 1 | 0 | 2 | 0 | 1 | 6     |

| Équipes | 1 | 2 | 3 | 4 | 5 | 6 | 7 | 8 | 9 | Total |
| ------- | - | - | - | - | - | - | - | - | - | ----- |
| Canada  | 0 | 2 | 0 | 0 | 2 | 0 | 3 | 0 | 0 | 7     |
| Italie  | 1 | 0 | 1 | 2 | 0 | 1 | 0 | 2 | 1 | 8     |

| Équipes         | 1 | 2 | 3 | 4 | 5 | 6 | 7 | 8 | Total |
| --------------- | - | - | - | - | - | - | - | - | ----- |
| États-Unis      | 0 | 1 | 0 | 0 | 2 | 1 | 0 | 0 | 4     |
| Grande-Bretagne | 3 | 0 | 1 | 1 | 0 | 0 | 1 | 2 | 8     |

| Équipes  | 1 | 2 | 3 | 4 | 5 | 6 | 7 | 8 | Total |
| -------- | - | - | - | - | - | - | - | - | ----- |
| Tchéquie | 0 | 1 | 0 | 0 | 0 | 4 | 1 | 2 | 8     |
| Chine    | 1 | 0 | 3 | 1 | 1 | 0 | 0 | 0 | 6     |

### Phase finale
|  | Demi-finales          | Demi-finales          |                        |   | Finale                | Finale                |
|  | Demi-finales          | Demi-finales          |                        |   | Finale                | Finale                |
|  |                       |                       |                        |   |                       |                       |
|  | 7 février 2022, 20:05 | 7 février 2022, 20:05 |                        |   | 8 février 2022, 20:05 | 8 février 2022, 20:05 |
|  | 7 février 2022, 20:05 | 7 février 2022, 20:05 |                        |   | 8 février 2022, 20:05 | 8 février 2022, 20:05 |
|  | 1er Italie            | 8                     |                        |   | 8 février 2022, 20:05 | 8 février 2022, 20:05 |
|  | 1er Italie            | 8                     |                        |   | 8 février 2022, 20:05 | 8 février 2022, 20:05 |
|  | 4e Suède              | 1                     |                        |   | 8 février 2022, 20:05 | 8 février 2022, 20:05 |
|  | 4e Suède              | 1                     | Italie                 | 8 |                       |                       |
|  | 7 février 2022, 20:05 |                       | Italie                 | 8 |                       |                       |
|  |                       | Norvège               | 5                      |   |                       |                       |
|  | 2e Norvège            | Norvège               | 5                      | 6 |                       |                       |
|  | 2e Norvège            |                       |                        | 6 |                       |                       |
|  | 3e Grande-Bretagne    | 5                     |                        |   |                       |                       |
|  | 3e Grande-Bretagne    | 5                     | Match pour la 3e place |   |                       |                       |
|  |                       |                       |                        |   |                       |                       |
|  | 8 février 2022, 14:05 |                       |                        |   |                       |                       |
|  |                       |                       |                        |   |                       |                       |
|  | Suède                 | 9                     |                        |   |                       |                       |
|  | Suède                 | 9                     |                        |   |                       |                       |
|  | Grande-Bretagne       | 3                     |                        |   |                       |                       |
|  | Grande-Bretagne       | 3                     |                        |   |                       |                       |

#### Demi-finales[FS 14]
Les demi-finales se déroulent le 7 février 2022 à 20 h 5
| Équipes | 1 | 2 | 3 | 4 | 5 | 6 | 7 | 8 | Total |
| ------- | - | - | - | - | - | - | - | - | ----- |
| Italie  | 1 | 1 | 2 | 1 | 1 | 0 | 2 | X | 8     |
| Suède   | 0 | 0 | 0 | 0 | 0 | 1 | 0 | X | 1     |

| Équipes         | 1 | 2 | 3 | 4 | 5 | 6 | 7 | 8 | Total |
| --------------- | - | - | - | - | - | - | - | - | ----- |
| Norvège         | 0 | 1 | 0 | 1 | 0 | 3 | 0 | 1 | 6     |
| Grande-Bretagne | 1 | 0 | 2 | 0 | 1 | 0 | 1 | 0 | 5     |

#### Match pour la médaille de bronze[FS 15]
Le match pour la médaille de bronze se déroule le 8 février 2022 à 14 h 5.
| Équipes         | 1 | 2 | 3 | 4 | 5 | 6 | 7 | 8 | Total |
| --------------- | - | - | - | - | - | - | - | - | ----- |
| Suède           | 0 | 4 | 3 | 1 | 1 | 0 | X | X | 9     |
| Grande-Bretagne | 1 | 0 | 0 | 0 | 0 | 2 | X | X | 3     |

#### Finale[FS 16]
La finale se déroule le 8 février 2022 à 20 h 5.
| Équipes | 1 | 2 | 3 | 4 | 5 | 6 | 7 | 8 | Total |
| ------- | - | - | - | - | - | - | - | - | ----- |
| Italie  | 0 | 2 | 1 | 3 | 0 | 1 | 0 | 1 | 8     |
| Norvège | 2 | 0 | 0 | 0 | 1 | 0 | 2 | 0 | 5     |